# 国鉄ホキ5100形貨車
国鉄ホキ5100形貨車（こくてつホキ5100がたかしゃ）は、1960年（昭和35年）から製作された、燐酸ソーダ専用の 30 t 積 私有貨車（ホッパ車）である。
本形式と同一メーカーにて同時期に製造されたホキ5000形及び本形式より改造され別形式となったホキ5800形についても本項目で解説する。

## ホキ5100形
ホキ5100形は燐酸ソーダ輸送用として1960年（昭和35年）6月13日から1962年（昭和37年）3月14日にかけて東洋工機にて9両（オホキ5100 - オホキ5108）が製作された。
記号番号表記は特殊標記符号「オ」（全長12mをこえるホッパ車）を前置し「オホキ」と標記する。
落成当事の所有者は、日本化学工業、東北肥料の2社であった。
1966年（昭和41年）9月22日に、日本化学工業所有車4両（オホキ5100 - オホキ5103）が電気化学工業へ名義変更された。
残り4両（オホキ5104 - オホキ5107）は複雑な変遷を辿った。オホキ5107は1967年（昭和42年）9月23日に燐化学工業、さらに1970年（昭和45年）4月11日に住友化学工業に名義変更が行われた。一方、オホキ5104 - オホキ5106の3両は1968年（昭和43年）9月20日に住友化学工業に名義変更された。最終的にはこれら4両の名義は1973年（昭和48年）11月6日に日本石油輸送に移された。
東北肥料所有のオホキ5108は、生涯変更されることなく羽後牛島駅を常備駅として運用されたが、1971年（昭和46年）5月25日に廃車となった。在籍期間は9年間という短い期間であった。
外観は、真横からみると長方形であり、国鉄のホッパ車の中では3番目に大きなサイズである。（最大はホキ5500形、次点はホキ6900形）エアスライド式有蓋ホッパ車であり、荷役方式はホッパ上部の積込口より上入れ、エアスライドの垂直シュートによる下出しであった。
全長は14,300mm、全幅は2,706mm、全高は3,827mm、台車中心間距離は10,200mm、実容積は20.5m3、自重は20.5tで、換算両数は積車5.0、空車2.0、台車は12t車軸を使用したベッテンドルフ台車のTR41Cであった。
1981年（昭和56年）7月17日に最後まで在籍した4両（オホキ5104 - オホキ5107）が廃車になり形式消滅した。

### 年度別製造数
各年度による製造会社と両数、所有者は次のとおりである。（所有者は落成時の社名）
- 昭和35年度 - 4両
  - 東洋工機 4両 日本化学工業 （オホキ5100 - オホキ5103）
- 昭和36年度 - 5両
  - 東洋工機 4両 日本化学工業 （オホキ5104 - オホキ5107）
  - 東洋工機 1両 東北肥料 （オホキ5108）

## ホキ5000形
ホキ5000形は、1960年（昭和35年）6月1日に東洋工機にて2両（ホキ5000, ホキ5001）が製造された。ホキ5100形と同一メーカー、同一専用種別、同時期の製造であった。
落成当時の所有者は、燐化学工業であり、富山地方鉄道の稲荷町駅を常備駅とした。
1970年（昭和45年）4月11日に、住友化学工業へ名義変更され、常備駅は新居浜駅とした。
1966年（昭和48年）11月6日に、日本石油輸送へ名義変更され、常備駅は東高島駅とした。
ホキ5100形とは所有者（落成時）が異なるため、別形式にしたものと思われるが、前述の様に所有者が同一となってしまいホキ5100形と共通運用された。
外観は、真横からみると台形であり、ホキ5000形がデッキなしであったのに対して当形式は、ホッパ車では一般的なデッキ付きであった。エアスライド式有蓋ホッパ車であり、荷役方式はホッパ上部の積込口より上入れ、エアスライドの垂直シュートによる下出しであった。
全長は11,300mm、全幅は2,706mm、全高は3,827mm、台車中心間距離は7,200mm、実容積は40.0m3、自重は17.2tで、換算両数は積車5.0、空車1.8、台車は12t車軸を使用したベッテンドルフ台車のTR41Cであった。
1981年（昭和56年）7月17日に全車（2両）が廃車になり形式消滅した。これもホキ5100形と同一日であった。

## ホキ5800形
1966年（昭和41年）10月27日に1両、同年11月9日に3両の合計4両（オホキ5100 - オホキ5103）の電気化学工業所有車が東洋工機にて改造され、新形式であるホキ5800形（オホキ5800 - オホキ5803）が誕生した。
記号番号表記は特殊標記符号「オ」（全長12mをこえるホッパ車）を前置し「オホキ」と標記する。
改造要点は、専用種別をリン酸ソーダから塩化ビニールに変更したことにあり、主な改造内容は、ホッパ内面全体を半硬質塩化ビニルで被覆、被覆不可能箇所のステンレス鋼による作り変え、積込口の変更（角型より円型にした）等である。
所有者は、電気化学工業から生涯変更されることはなく、青海駅を常備駅として運用した。
種車であるホキ5100形より長寿であったが、1985年（昭和60年）12月26日に全車4両（オホキ5800 - オホキ5803）が一斉に廃車になり形式消滅した。